# غوردون براون (لاعب كريكت أرجنتيني)
غوردون براون (1801 - ) (بالإسبانية: Gordon Brown)‏ هو لاعب كريكت أرجنتيني.